# الطلعة (القصيم)
الطلعة سميت بذلك لارتفاع موقعها. وهي هجرة من هجر ميمون من مطير تابعة لمحافظة المذنب بمنطقة القصيم، تبعد عن محافظة المذنب 20كلم من جهة الشمال الغربي وتبعد عن محافظة عنيزه حوالي الـ 30 كلم جنوب، أسسها الشيخ عليان الميموني واخيه محمد بن سمران الميموني وسكنها جماعتهم عام 1400 هـ ومعرفها بعد وفاتهم ماجد بن عليان الميموني.